# Paolo Animuccia
Paolo Animuccia (Florença, fim do século XV e início do XVI — Roma, outubro de 1569) foi um compositor italiano do Renascimento.

## Biografia
Paolo, irmão de Giovanni Animuccia, foi também um compositor de renome, François-Joseph Fétis relata que ele foi mestre de capela na Basílica de São João de Latrão de meados de janeiro de 1550 até o final de 1552, e que morreu em 1563.